# Sinterama
Sinterama S.p.A. è una azienda italiana che opera nel settore tessile, producendo e commercializzando fili e filati colorati in poliestere, tinti in rocca e in pasta, per tessuti destinati al settore dell'automotive, dell'arredamento e degli impieghi tecnici. È leader del settore in Italia e nel mondo.

## Storia
Sinterama nasce nel 1968 fondata da Emilio Falco a Sandigliano. Negli anni novanta si fonde con Tespiana di Paolo Piana, dando origine a Sinterama Tespiana Associate S.r.l. e il logo passa da una esse arancione alla scritta Sinterama Tespiana Associate.
Il 17 luglio 1995 bruciarono ottomila metri quadrati del magazzino dello stabilimento di Sandigliano per un totale danni di 25 miliardi di lire.
Nel 1999 il 61% di Sinterama Tespiana viene acquisito da Progetto 99 S.p.A., azienda guidata da un socio persona fisica con il 48%, MB Finstrutture (Gruppo Mediobanca) con il 24% e il Fondo d'Investimento Prudientia di Fidia S.G.R. S.p.A. con il 24%. In questo periodo si era addirittura parlato di una possibile quotazione in Borsa, idea poi accantonata.
In seguito all'incorporazione di Progetto 99 in Sinterama, l'azionariato vede Compagnie de l'Ours S.a.r.l maggior azionista, seguita dal Fondo Prudentia di Fidia al 24.53% e Mediobanca al 10.51%.
Nel 2000 la società entra nel mercato dei tessuti per automotive con l'acquisizione nel Regno Unito di Autofil, leader nella produzione di filo poliestere del settore automotive.
Nel 2001 la società diventa Sinterama e il logo una esse bianca stilizzata su fondo verde. Nel 2002 è aperta la filiale in Brasile, nel 2009 un'altra in Cina, nel 2012 rileva la divisione filo poliestere continuo della Miroglio con due impianti (Saluzzo in Italia e Nova Zagora in Bulgaria).
Nel giugno 2012 il fondo Prudentia cede tutta la sua partecipazione all'azionista e amministratore delegato Paolo Piana nonché alla società Wenzel Holding&Services per 2,6 milioni di euro.
Nel maggio 2017 il 51% della società è ceduto al fondo di private equity IDeA CCR1 (IDeA Capital Fund Sgr).

## La crisi del mercato dei filati
Il mercato dei filati in poliestere è da anni in recessione in Italia. Il ruolo leader di Sinterama è stato conquistato in concomitanza con il crollo del precedente leader Montefibre. Il mercato si presentava come caratterizzato da grandi produzioni di massa Sinterama ha puntato su prodotti speciali di fili tinti o destinati ad usi particolari. La contrazione del mercato, destinato sempre più ad una globalizzazione spinta, si è fatta sentire. La consociata Larix, che era sorta utilizzando strutture della Montefibre di Vercelli e che era passata da un organico di 45 unità ad uno di 125 unità, è nel 2005 entrata in crisi. La ciclicità del mercato aveva portato nel 2006 a valutazioni più positive della tendenza. Sono, però, proseguite anche fasi negative: Sinterama nei primi mesi del 2008 ha chiuso l'unità produttiva di Sant'Angelo Lodigiano.
Nel 2008 il gruppo Sinterama ha sviluppato ricavi per 112.46 milioni, Mol di 31.36 milioni, Ebit negativo di 1.98 milioni, perdite per 8.57 milioni. Nel 2009 il gruppo ha ottenuto ricavi per 91.8 milioni di euro, Mol di 26.20 milioni, Ebit negativo per 2.3 milioni, perdite per 4.4 milioni. Nel 2010 il fatturato è stato di 116.58 milioni di euro, in ripresa grazie alla crescita dei consumi di poliestere a livello europeo, dovuta anche alla relativa scarsa reperibilità di altre fibre naturali che ha comportato il ricorso all'acquisto di materia prima alternativa, tra cui le fibre artificiali; EBITDA a quota 33.25 milioni, EBIT positivo di 3.25 milioni, perdite ridotte a 2.31 milioni.

## Partecipazioni
- Sinterama Do Brasil Ltda, su sinteramadobrasil.com.
- Sinterama Tasdelen, su sinterama-tasdelen.com.
- Sinterama Dongguan, su sinteramaasia.com.
- Autofil Yarns Limited, su sinterama.com.

Il 4 febbraio 2011, Sinterama S.p.A., insieme a Indorama Ventures PCL, ha rilevato, con un'operazione da 40 milioni di euro, il produttore tedesco di fibre sintetiche e filati colorati in poliestere, Trevira GmbH (in amministrazione controllata, 1350 addetti e 240 milioni di euro di fatturato). La maggioranza del capitale sarà di Indorama, ma la gestione manageriale è affidata alla società italiana. All'inizio del 2017 Sinterama ha ceduto la sua quota del 25% a Indorama.